# Niederpfannenstiel
Niederpfannenstiel ist seit dem Jahr 1922 ein Stadtgebiet von Aue im sächsischen Erzgebirgskreis. Zusammen mit der Neustadt bildet der ehemalige Gutsbezirk einen Teil der Auer Innenstadt. Mit der Gründung der Großen Kreisstadt Aue-Bad Schlema im Januar 2019 wurde Niederpfannenstiel zu einer Gemarkung des neuen Ortsteils Aue.

## Geschichte

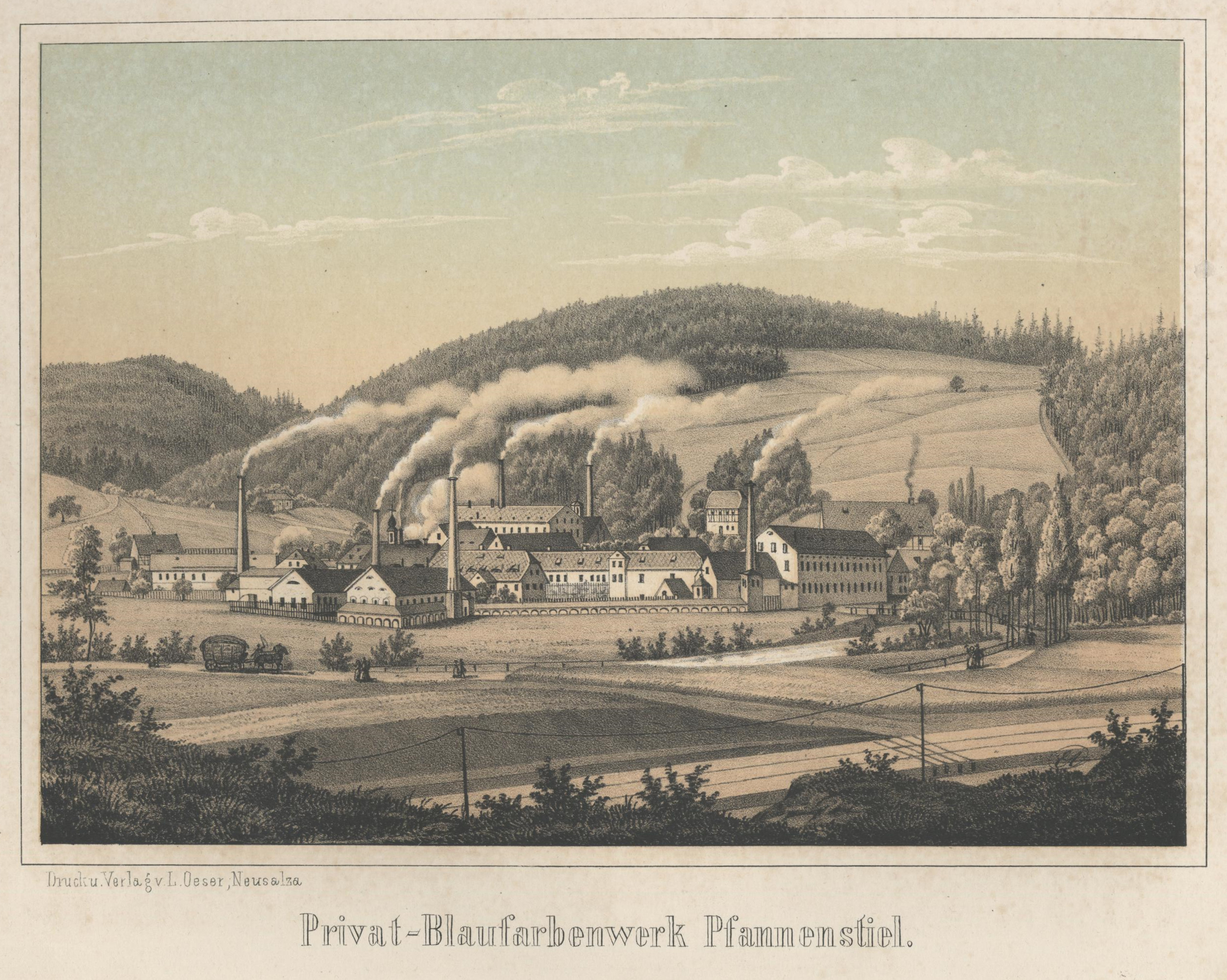
Privat-Blaufarbenwerk Pfannenstiel um 1850, zeitgenössischer Stich

Niederpfannenstiel entstand als kleine Siedlung um die 1635 für die von Veit Hans Schnorr d. Ä. gegründete erste große Farbmühle Sachsens, aus der später ein Blaufarbenwerk und die heutige Nickelhütte hervorgegangen sind. Die Zahl der Einwohner betrug bis zum Ende des 19. Jahrhunderts konstant zwischen 60 und 70. Sie bewohnten drei Häusergruppen um das eigentliche Gut, um die Farbmühle und am Eingang zum Bärengrund. Die Einwohner gehörten zur evangelisch-lutherischen Kirchgemeinde Lößnitz, erhielten 1867 einen vom Blaufarbenwerk angelegten eigenen Friedhof und 1890 außerhalb des eigentlichen Friedhofsgeländes auch eine Trauerhalle. Die Friedhofsfläche betrug 640 Quadratmeter. Wegen der geringen Einwohnerzahl gab es auch nur wenige Beisetzungen, so wurden 1934 drei Personen, 1935 zwei Personen beerdigt. Das letzte Begräbnis fand 1954 statt. Auf Wunsch der Einwohner war die Zuständigkeit für den Friedhof im Jahr 1923 von Lößnitz auf die Kirchgemeinde Aue-Zelle übertragen worden. Diese betreute den Friedhof bis 1972, dann wurde er aufgehoben, weil die Nickelhütte auf der Fläche ein Farbenlager einrichtete. Alle Gräber wurden eingeebnet, noch laufende Verträge erfüllte die Gemeinde durch Umbettung auf den Städtischen Nicolai-Friedhof an der Schwarzenberger Straße.
Nach der Wende baute die Nickelhütte das Farbenlager ab und verpachtete das Gelände kurzfristig an einen Gewerbetreibenden. Als dieser den Standort aufgeben musste, wurde aus der Fläche ein Parkplatz, den die Mitarbeiter des nahegelegenen Steinbruchs nutzen.
Für die Erholung in der Freizeit entstand ein Englischer Garten zwischen Schwarzwasser und dem Betriebsgraben des Blaufarbenwerkes. Anfang des 20. Jahrhunderts wurde der Park aufgegeben und bebaut. 1921 wohnten in 14 Häusern insgesamt 184 Einwohner. Im Jahr 1922 wurde Niederpfannenstiel nach Aue eingemeindet. Auf dem ehemaligen Bärengrund am Rumpelsbach ist das älteste Fachwerkgebäude von Niederpfannenstiel erhalten, das 1784 erbaut wurde und die Hausnummer 10b trägt.
Der Name des Ortes steht in Zusammenhang mit dessen Lage an einem länglichen Bergrücken und einer fast kreisrunden Biegung des Schwarzwassers, der sogenannten Hakenkrümme. Bereits 1522 ist von einem stollen am Pfannenstielh die Rede. Zur Abgrenzung des 1691 im Wald auf der Höhe über dem Pfannenstiel gegründeten heutigen Ortsteils von Bernsbach bürgerten sich im Verlauf des 18. Jahrhunderts die Bezeichnungen Niederpfannenstiel (für die ältere) und Oberpfannenstiel (für die neue Siedlung) ein.

## Persönlichkeiten
- Kurt Alexander Winkler (1794–1862), Chemiker und Metallurge, starb hier
- Clemens Winkler (1838–1904), Entdecker des chemischen Elements Germanium, verbrachte hier seine Kindheit und Jugend
- Richard Beck (1858–1919), Geologe, wurde hier geboren
- Margarete Faltin (1865–unbekannt), Malerin, wurde hier geboren